# Michaela Di Donna

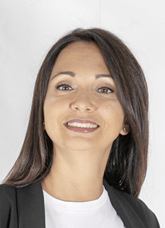
Michaela Di Donna

Michaela Di Donna (nascida em 29 de setembro de 1977) é uma política italiana que atua como deputada desde 13 de julho de 2022.